# 영천시 국도대체우회도로
영천시 국도대체우회도로는 경상북도 영천시 금호읍 금호 교차로와 고경면 해선 교차로를 잇는 경상북도의 도로이다. 본래 호국로로 지정된 구간이었으나 2010년 5월 27일 호국로 구간을 다시 지정하면서 제외되었다.

## 역사
- 2000년 2월 24일 : 경상북도 영천시 금호읍 교대리 ~ 고경면 상덕리 22.8km 구간을 자동차 전용도로로 지정[1]
- 2004년 12월 28일 : 영천시 국도대체우회도로 금호 ~ 임고 및 영천 ~ 고경 부분(영천시 오미동 ~ 완산동) 2.2km 구간 확장 개통[2]
- 2009년 7월 30일 : 2개 이상 시·군에 걸쳐 있는 도로로 호국로를 고시[3]
- 2010년 5월 27일 : 호국로 구간에서 영천시 국도대체우회도로 구간이 제외되고 구 국도 제28호선 구간으로 변경[4]

## 주요 경유지
경상북도
- 영천시 (금호읍 - 서부동 - 중앙동 - 동부동 - 임고면 - 고경면)

## 노선
여기서 상행은 고경면 방면, 하행은 금호읍 방면이다.
- (■): 자동차 전용도로 구간

| 이름                     | 접속 노선                                                   | 소재지 | 소재지                                           | 비고                                             |
| ------------------------ | ----------------------------------------------------------- | ------ | ------------------------------------------------ | ------------------------------------------------ |
| 금호 교차로              | 국도 제4호선 국도 제35호선 국가지원지방도 제69호선 (대경로) | 영천시 | 금호읍                                           | 국도 제35호선 구간                               |
| 석섬교                   |                                                             | 영천시 | 금호읍                                           | 국도 제35호선 구간                               |
| 원제 교차로              | 고수골길                                                    | 영천시 | 금호읍                                           | 국도 제35호선 구간 상행 진출 불가 하행 진입 불가 |
| 대전교                   |                                                             | 영천시 | 서부동                                           | 국도 제35호선 구간                               |
| 대전 교차로              | 국도 제28호선 (신녕~영천간 도로)                            | 영천시 | 서부동                                           | 국도 제28, 35호선 구간                           |
| 녹전교                   |                                                             | 영천시 | 서부동                                           | 국도 제28, 35호선 구간                           |
| 중앙동                   |                                                             | 영천시 |                                                  | 국도 제28, 35호선 구간                           |
| 오미 교차로              | 국도 제35호선 (천문로)                                      | 영천시 |                                                  | 국도 제28, 35호선 구간                           |
| 매호1교                  |                                                             | 영천시 | 임고면                                           | 국도 제28호선 구간                               |
| 임고 교차로              | 국가지원지방도 제69호선 지방도 제921호선 (포은로)           | 영천시 | 임고면                                           | 국도 제28호선 구간                               |
| 자호천교 임고천교 고천교 |                                                             | 영천시 | 임고면                                           | 국도 제28호선 구간                               |
| 영천터널                 |                                                             | 영천시 | 임고면                                           | 국도 제28호선 구간 연장 420m                     |
| 영천터널                 | 고경면                                                      | 영천시 |                                                  | 국도 제28호선 구간 연장 420m                     |
| 고경 교차로              | 배골길                                                      | 영천시 | 국도 제28호선 구간 상행 진입 불가 하행 진출 불가 |                                                  |
| 해선교                   |                                                             | 영천시 | 국도 제28호선 구간                               |                                                  |
| 해선 교차로              | 호국로                                                      | 영천시 | 국도 제28호선 구간                               |                                                  |
| 호국로와 직결            |                                                             |        |                                                  |                                                  |

## 같이 보기
- 호국로